# Wesley Morris
Wesley Morris é um crítico de cinema do jornal The Boston Globe onde faz críticas de filmes juntamente com Ty Burr.  Ele ganhou o Prémio Pulitzer de Crítica em 2012 por melhor Crítica.